# Dhidhdhoo
Pour les articles homonymes, voir Dhiddhoo.
Dhidhdhoo ou Dhidhdhu (en maldivien : ދިއްދޫ) est une ville des Maldives, capitale de l'atoll Haa Alifu.
En 2009, la ville est peuplée de 2 424 habitants sur une implantation de deux kilomètres de long. 
Le maire de la ville est Mohamed Naeem.